# 特殊部隊 (メキシコ海軍)

部隊章

メキシコ海軍特殊部隊（メキシコかいぐんとくしゅぶたい、スペイン語: Fuerzas Especiales）略称FESは、メキシコ海軍の特殊部隊。モットーは略称のFESにちなんだ"Fuerza, Espíritu, Sabiduría"（力、精神、知恵）。

## 歴史
2001年、メキシコ海兵隊の空挺大隊より460人の隊員が選抜され創設。不正規戦、突撃、特殊偵察、海上での対テロ活動が任務であり、人員は沿岸部隊と湾岸部隊の両方より動員された。
FESは敵対組織の接触及び報復を防ぐため、作戦の詳細および隊員らの素性は（ほかの特殊部隊と同様に）秘密となっているが、メキシコ麻薬戦争において海兵隊同様カルテル側との関わりが薄いという理由で摘発に駆り出されたことで知られている。

### ブラック・スワン作戦
海兵隊がシナロア州ロスモチスにてシナロア・カルテルのボス、ホアキン・グスマンを逮捕した際、FESの隊員達が中心的な役割を果たしたことで知られている。この作戦はデルタフォースなど米軍特殊部隊や諜報機関の支援を受けて行われ、FESの隊員らはM4カービンやFASTヘルメットなどを装備してグスマンが隠れる建物に突入、護衛達とグスマンを制圧した。

## 訓練
隊員らは53週もの選抜・訓練期間で地対空における非対称戦、不正規戦に対応できるよう戦闘水泳、パラシュート降下、ラペリング、市街戦、狙撃に関する訓練を受ける。
また、アメリカ海軍のNavy SEALsが、カリフォルニア州にある海軍特殊戦センターにてFESの指導にあたっている。